# Долче & Габана
Долче и Габана (на италиански: Dolce & Gabbana) e луксозна италианска модна къща със седалище в Милано. Компанията е създадена през 1985 г. от двамата си основатели Доменико Долче (роден на 13 септември 1958 г. в Сицилия) и Стефано Габана (роден на 14 ноември 1962 г. в Милано).

## Марки
Фирмата притежава две основни линии: Dolce & Gabbana и D&G. Dolce & Gabbana е линия за луксозни продукти, включваща елегантни и изтънчени тоалети. В света на модата те се наричат още „първа линия“, което завишава цената на продукта. С годините освен луксозни тоалети и аксесоари, Dolce & Gabbana включват в линията си и по-всекидневни облекла. Другата основна линия на производителите е D&G, която създава спортно облекло за ежедневието на по-достъпни цени.

### Dolce & Gabbana
Първата линия Dolce & Gabbana включва бански, бельо, класически костюми, връхни дрехи, печатани и ръчно бродирани сака, аксесоари, както и екстравагантни и официални рокли. Линията е най-често търсената марка за Оскарите сред звездите от световния шоу бизнес. Облекла Dolce & Gabbana носят Кайли Миноуг, Виктория Бекъм, Никол Кидман, Мадона и др.

### D&G
След големия успех, който постигат със създаването Dolce & Gabbana, през 1994 г. дизайнерите решават да създадат и линия от дрехи с по-достъпни цени, която наричат D&G. По-ежедневната линия на дизайнерите също включва голям асортимент от облекла, както за деца (D&G Junior), така и за възрастни. 

### Парфюми на Dolce & Gabbana
Освен тоалети и аксесоари, фирмата Dolce & Gabbana произвежда и парфюми.
- Dolce & Gabbana Classique за жени (1994)
- Dolce & Gabbana Classique за мъже (1994)
- By Man per uomo (1997)
- By Woman per donna(1999)
- D&G Masculine за мъже (1999)
- D&G Femminine за жени (1999)
- Light Blue за жени (2001)
- SICILY за жени (2003)
- The One за жени (2006)
- Light Blue pour Homme за мъже (2007)
- L'Eau The One за жени (2008)
- The One for Men за мъже (2008)
- Rose the One за жени (2009)

## Магазини и разпространение
Фирмата разполага с официални магазини в над 34 държави, като освен тях Dolce & Gabbana имат и павилиони в множество универсални магазини.
- Магазини в Латинска Америка
  -  Бразилия: Сао Пауло, Рио де Жанейро
  -  Мексико: Мексико Сити, Канкун
  -  Чили: Сантяго де Чиле, Виня дел Мар
  -  Панама: Панама Сити
- Магазини в Северна Америка
  -  САЩ: Ню Йорк, Калифорния, Лас Вегас, Лонг Айлънд, Атланта, Индианаполис, Бостън, Далас, Чикаго, Хюстън
  -  Канада: Монреал, Торонто, Ванкувър, Калгари
- Магазини в Азия
  -  Хонг Конг
  - Ливан: Бейрут
  -  Сингапур
  -  Южна Корея: Бусан, Сеул
  -  Япония: Кобе, Осака, Токио
  -  Катар: Доха
  -  Китай: Шанхай, Пекин
  -  Макао
  -  Тайланд: Банкок[5]

## Противоречия и съмнения

### Реклама
През януари 2007 г. компанията е публично критикувана за рекламата на зимната си колекция, която показва модели размахващи ножове. След подадените оплаквания от Защита на потребителите, скандалните дизайнери отново разпространяват реклама, но този път съдържанието ѝ показва посегателство над жените. Рекламата се състои от мъж легнал върху жена, стискайки китките ѝ, докато група други мъже наблюдават около тях. Малко след разпространението на рекламата тя е отново забранена и свалена от билбордовете.

### Опит за укриване на данъци
През май 2009 г. италианското правителство глобява компанията за укриване на данъци, заради прехвърляне през 2004 – 2006 година на активи на стойност 249 милиона евро в Люксембург..